# Ecuația Henderson-Hasselbalch
Ecuația Henderson-Hasselbalch este folosită în chimie pentru calcularea acidității unei substanțe. Ecuația Henderson-Hasselbalch folosește derivata pH ca masură a acidității în sistemele chimice. Are aplicații în determinarea pH-ului soluțiilor tampon sau pentru identificarea punctului de echilibru al unei reacții acid-bază:
{\displaystyle {\textrm {pH}}={\textrm {pK}}_{a}+\log _{10}{\frac {[{\textrm {A}}^{-}]}{[{\textrm {HA}}]}}}
{\displaystyle pH=pK_{a}+\log _{10}\left({\frac {[\mathrm {base} ]}{[\mathrm {acid} ]}}\right).}
{\displaystyle pK_{a}} este {\displaystyle -\log _{10}(K_{a})} unde {\displaystyle K_{a}} este constanta de disociere dată de formula:
{\displaystyle pK_{a}=-\log _{10}(K_{a})=-\log _{10}\left({\frac {[{\mbox{H}}_{3}{\mbox{O}}^{+}][{\mbox{A}}^{-}]}{[{\mbox{HA}}]}}\right)} pentru reacția: {\displaystyle {\mbox{HA}}+{\mbox{H}}_{2}{\mbox{O}}\leftrightharpoons {\mbox{A}}^{-}+{\mbox{H}}_{3}{\mbox{O}}^{+}}
unde {\displaystyle {\mbox{A}}^{-}} este concentrația acidului ionizat. 

### Dezavantaje
- La punctul de echivalență se consideră că atât acidul cât și baza conjugată au aceeași concentrație ca și la începutul reacției.
- Disocierea apei este neglijată.

Aceste fenomene duc la rezultate eronate atunci când are loc titrarea de acizi cu un Ka mai mare de 10-7,cât și a soluțiilor diluate.